# 庞苏马机场
庞苏马机场（印尼语：Bandar Udara Pangsuma）是印度尼西亚西加里曼丹省上卡普阿斯县的一座机场，主要服务于该县的县治普图西包，距离普图西包城区3.7公里，空距省首府坤甸约400公里。普图西包也是进入加里曼丹内陆两大生态旅游区的门户：森塔伦湖国家公园和勿洞克里洪国家公园。2016年全年，库苏马机场共运送旅客73,662人次。机场附近栖息有许多鸟类，对正常航班运行造成了一定影响。
庞苏马机场现有的跑道长宽为1,800×30米，未来计划将跑道延长到2,100米长、45米宽。
由于KAL星空航空在2017年9月30日停业整顿，庞苏马机场通往外界的航班一度只有加鲁达印尼航空运营。2017年10月26日，楠航空开通了普图西包飞往坤甸的航班，每天一班，使用机型为ATR 42。

## 航空公司和目的地
| 航空公司 | 目的地 |
| -------- | ------ |
| 连城航空 | 坤甸   |
| 楠航空   | 坤甸   |
| 飞翼航空 | 坤甸   |

## 资料来源
1. ↑  世界航空数据库中的WIOP机场数据，数据截止日期：2006年10月。來源：数字航空飞行信息文件（英语：DAFIF）.
2. ↑  在大圆制图人（Great Circle Mapper）上的WIOP机场信息 （来源：数字航空飞行信息文件（英语：DAFIF））.
3. ↑  . Ministry of Transportation.   [2017-10-16]. （原始内容存档于2017-02-19）.
4. ↑  Yudha Manggala P Putra. . republika.co.id. republika.co.id. 2016-05-24  [2017-11-11]. （原始内容存档于2016-05-25）.
5. ↑  . www.antarakalbar.com. antaranews. 2017-11-07  [2017-11-11]. （原始内容存档于2017-11-13）.
6. ↑  . www.antarakalbar.com. antaranews. 2017-10-20  [2017-11-11]. （原始内容存档于2017-10-23）.
7. ↑  . pontianak.tribunnews.com. tribunnews.   [2017-11-11]. （原始内容存档于2020-06-19）.
8. ↑   https://www.citilink.co.id/rute-baru-ketapang-putussibau
9. ↑   https://www.instagram.com/p/BabSfbRDty5/
10. ↑  https://bisnis.tempo.co/amp/1041275/wings-air-buka-rute-dari-pontianak-ke-putussibau-dan-sintang